# 大河平隆重
大河平 隆重（おこびら たかしげ）は、戦国時代から安土桃山時代にかけての武将。島津氏の家臣。

## 略歴
大河平氏庶流・大河平隆堅の子として誕生。大河平氏は、元は日向国の北原氏の家臣であったが、北原氏は日向伊東氏に領地を簒奪され、また大河平氏も、永禄7年（1564年）に居城の今城を伊東氏に攻撃され、城兵全員が討ち死にし断絶となった。隆重は落城のとき6歳で、そのまま伊東氏により捕らわれの身となったが、8歳になったときに島津義弘が送り込んだ商人により救い出された。隆重は成長すると、そのまま義弘の家臣となった。
文禄元年（1592年）、文禄の役に参加する義弘に従い朝鮮へ渡海、南原城の戦いや泗川の戦いで武功を上げた。しかし慶長3年（1598年）、露梁海戦の折に敵船に飛び移って戦い、討ち死にを遂げた。
『本藩人物誌』は享年を35とする。それを信じれば永禄7年（1564年）生まれとなるが、一方で前述の通り永禄7年の時点で6歳ともしており、その場合は永禄2年（1559年）生まれとなるため矛盾が生じる。